# 4665 Muinonen
4665 Muinonen è un asteroide della fascia principale. Scoperto nel 1985, presenta un'orbita caratterizzata da un semiasse maggiore pari a 2,9711864 UA e da un'eccentricità di 0,1999984, inclinata di 7,34047° rispetto all'eclittica.